# Vil·la Maria (la Garriga)
Vil·la Maria o Casa Valentí Pons és una obra del municipi de la Garriga (Vallès Oriental) inclosa en l'Inventari del Patrimoni Arquitectònic de Catalunya.

## Descripció
Edifici civil com a habitatge unifamiliar aïllat. Consta de planta baixa i soterrani. Assentada damunt un sòcol de maçoneria. A les cantonades hi ha carreu. Les obertures estan emmarcades amb relleus florals quadràtics. A les entrepilastres del damunt de la porta hi ha unes esplèndides lletres esgrafiades.

## Història
En aquesta obra Raspall introdueix nous elements de composició: peces ceràmiques de relleu, remat de la cornisa amb arc carpanell rebaixat, pinacles florals quadràtics i botons.
Ara es diu Vil·la Anna.